# Paniżża
Paniżża (biał. Паніжжа; ros. Понижье) – wieś na Białorusi, w obwodzie brzeskim, w rejonie stolińskim, w sielsowiecie Radczysk.
Dawniej część Radczyska. W dwudziestoleciu międzywojennym leżała w Polsce, w województwie poleskim, w powiecie stolińskim, do 18 kwietnia 1928 gminie Radczysk, następnie w gminie Płotnica. Po II wojnie światowej w granicach Związku Sowieckiego. Od 1991 w niepodległej Białorusi.